# 欧陽脩
欧陽 脩（おうよう しゅう、欧陽修とも、景徳4年6月21日（1007年8月6日）- 熙寧5年閏7月23日（1072年9月8日））は、北宋の仁宗から神宗時期の政治家・詩人・文学者・歴史学者。字は永叔、醉翁・六一居士と号す。諡号は文忠。唐宋八大家の一人。

## 生い立ちと政治上の事跡
祖先は、欧陽詢。陳寅恪の研究によると、南蛮の血統。吉州廬陵県（現在の江西省吉安市吉安県）の人とされるが、出生地は父の欧陽観の任地の綿州（現在の四川省綿陽市）である。数え年四歳で父を失い、以降は叔父の欧陽曄が住んでいた随州で育った。正規の教育によらず自学自習で、天聖8年（1030年）に進士に及第、包拯を継いで、開封府尹の任に就く。高官への途が開けたが、この環境で培われた独立不羈の思想は、彼の特質のひとつであり続けた。また、少年時代に知人の家で韓愈の文集に接し強く影響を受けている。以後、館閣校勘等を歴任するが、景祐3年（1036年）、改革派の范仲淹を越権してまでも弁護したため、夷陵県令に左遷された。
約10年の地方勤務後、中央に返り咲き諌官に任ぜられ、范仲淹らと慶暦の改革を進めるも、仁宗の不興を買い、慶暦5年（1045年）には誹謗されて滁州知州に再び左遷された。
数年を経て、再び中央に返り咲き、翰林学士等要職を歴任。嘉祐2年（1057年）権知礼部貢挙に上り、科挙試験を監督、蘇軾を見いだす。その後、枢密副使・参知政事（副宰相）に至り、蘇洵や王安石を登用した。王安石の新法を早くから支持していたが、実際に新法が実施されてみると、逆に青苗法に対してきびしい論考を張るなど、最も強力な反対派の一人になり、そのまま政界を引退した。引退翌年の熙寧5年（1072年）、隠棲先である潁州にて没した。子は欧陽発・欧陽奕・欧陽棐・欧陽辯がいる。

## 文学及び歴史学上の事跡
散文においては韓愈の例に倣い、いわゆる古文復興運動をすすめた。滁州の自然や人々の生活を描写した「醉翁亭記」は、有名な作品のひとつであり、中国の紀行文の最高水準のひとつとして賞賛される。
韻文では詩（漢詩）と詞をともに書き、気取らず、ユーモラスな作風である。詩は、晩唐の絢爛たる文体を避け、盛唐期の威風を残した無駄のない質実剛健なものである。しかし彼は、どちらかと言えば詞で有名である。特に西湖の景物を詠じた一連の詞牌『采桑子』は、その様式の標準となり詞を大衆化することに大きく貢献した。
文学者として、地方勤務中に『新五代史』を編み、中央に戻り宋祁とともに『新唐書』を編纂。これらは当時の名高い経学者であった劉敞に春秋の凡例を尋ねるなどして作られたもので、春秋学的色彩の強い書物として評価された（ただし清朝になり史実重視の立場が勃興すると、従来評価されていた文学的側面が逆に批判される様になった）。また金石文の収集を好み、『集古録』にまとめるなど金石学の発展に大きく寄与した。

## 欧陽文忠公集
欧陽脩の一連の作品は、南宋の周必大により『欧陽文忠公集』にまとめられている。『欧陽文忠公集』の南宋本は数少なく、天理図書館所蔵の旧金沢文庫蔵本153巻は日本の国宝に指定されている。
2011年、天理本の中にそれまでに知られていなかった欧陽脩の書簡96篇が含まれていることが発見された。

## 日本刀歌
『日本刀歌』は日本についてうたった詩で、この詩の中で欧陽脩は徐福が日本にいたったことをいい、その時代が焚書坑儒以前であったため、日本には「逸書百篇」（失われた『書経』の篇）が残る、といっている。もちろんこれは詩的誇張にすぎないが、日本に残る佚存書に言及したものとして注目される。
『日本刀歌』は中国人の日本観のみならず、日本人の歴史観にも影響を及ぼした。『神皇正統記』の中で、「始皇帝が日本に長生不死の薬を求めたのに対し、日本は三皇五帝の本を求めたところ、すべて送られてきた。その5年後に焚書坑儒が行われたため、孔子の教えは日本に残ったという。この事は中国の本にも記されている」と言っているのは『日本刀歌』のことを指すと考えられる。

### 欧陽脩が手にした日本刀
『日本刀歌』には、「魚皮にて装貼（そうてん）す、香木の鞘、黄と白の閑雑（かんざつ）す、鍮（ちゅう）と銅」といった対句が記されていることから、彼の太刀は精巧な透かし彫りが施され、鞘は鮫皮をもって巻かれていたことがわかる。加えて、「佩服（はいふく）すればもって妖凶をはらうべし」とも述べられており、太刀の魔除け信仰についても11世紀の中国に伝わっていたことがわかる。このことは、日本刀が単なる美術品としてのみ輸出されたわけでないことを示す資料ともなっている。

## 欧陽脩の言葉
- 三上 - 良い考えの生まれやすい状況のこと。馬上、枕上、厠上。それぞれ「乗り物に乗っている時」、「布団で寝ている時」、「便所の中」[6]。
- 三多 - 文章上達の秘訣。看多、做多、商量多。それぞれ「多くの本を読むこと」、「多く文を作ること」、「多く工夫し推敲すること」[7]。

- 号の「六一居士」は、「蔵書一万巻」「拓本一千巻」「琴一張」「碁一局」「酒一壷」に囲まれた「一人の居士」を意味するという。[8]

## 訳注・伝記研究
- 『唐宋八大家文読本 三 欧陽修』 遠藤哲夫訳注、明治書院〈新釈漢文大系72〉、1996年。ISBN 978-4625570728。全7巻
- 小林義廣 『欧陽脩 その生涯と宗族』 創文社、2000年。ISBN 978-4423450055
- 劉子健『欧陽脩　11世紀のユマニスト』小林義廣訳。原書は英文版

知泉書館「知泉学術叢書」、2021年。ISBN 978-4862853455